# Ephesia maculata
Ephesia maculata là một loài bướm đêm trong họ Noctuidae.